# SN 2001gx
SN 2001gx – supernowa nieznanego typu odkryta 18 kwietnia 2001 roku w galaktyce A103610+0216. W momencie odkrycia miała maksymalną jasność 23,80m.